# YF-40
YF-40是中华人民共和国研制的一型液体火箭发动机。该发动机以偏二甲肼/四氧化二氮为推进剂，采用燃气发生器循环中燃烧N2O4和UDMH。 它具有双万向节燃烧室。
YF-40起初是作为长征一号丁火箭的二级发动机而研制的。其目前则多用于长征四号系列火箭的第三级。